# Penser Joch
Das Penser Joch (italienisch Passo di Pennes) ist ein Gebirgspass in Südtirol in Norditalien. Er verbindet auf 2211 m s.l.m. das Sarntal  mit dem Wipptal bei Sterzing. Am Joch treffen der Westkamm und der Ostkamm der Sarntaler Alpen aufeinander. Hier verläuft auch die Grenze der Gemeinden Sarntal und Freienfeld. Namengebend für den Übergang ist die Ortschaft Pens, die im Talschluss des Sarntals (im oberen Abschnitt auch Penser Tal genannt) gelegen ist.
Die heute bestehende Straße über das Penser Joch, der höchstgelegene Abschnitt der SS 508, wurde von der faschistischen Administration aus militärstrategischen Gründen erbaut, und zwar zwischen 1935 und 1938 der Südabschnitt von Weißenbach bis auf das Joch und 1940 der Nordabschnitt über Egg nach Sterzing. Der Pass liegt zwar annähernd auf der Luftlinie zwischen Bozen und Innsbruck, ist jedoch wegen seiner Führung durch hochalpines Gelände und langen Wintersperre als Verkehrsroute nur von lokaler und touristischer Bedeutung.
Auf der Passhöhe steht das Gasthaus Alpenrosenhof.

## Lage
| \| \| |
|       |